# Hamburg Open 2024
Die Hamburg Open 2024 waren ein WTA Challenger-Tennisturnier der WTA Challenger Series 2024 für Damen und ein ATP-Tennisturnier der ATP Tour 2024 für Herren in Hamburg und fand für die Herren vom 15. bis 21. Juli 2024 und für die Damen vom 4. bis 10. August 2024 statt.

## Herrenturnier
→ Qualifikation: Hamburg Open 2024/Herren/Qualifikation

## Damenturnier
→ Qualifikation: ECE Ladies Hamburg Open 2024/Qualifikation

## TV-Übertragung
Die Hamburg Open 2024 wurden auf dem deutschen Free-TV-Sender DF1 live und exklusiv im Free-TV gezeigt.